# Führring

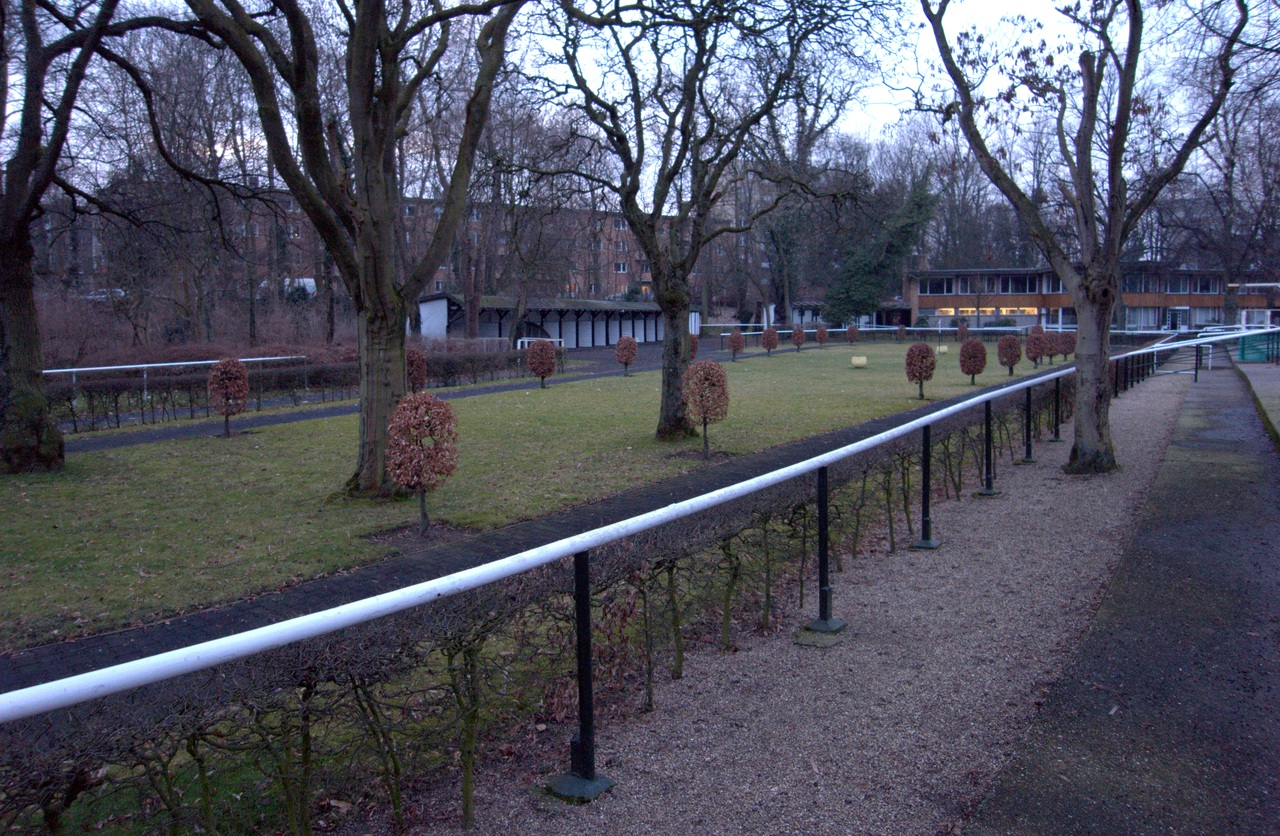
Führring der Galopprennbahn Köln-Weidenpesch

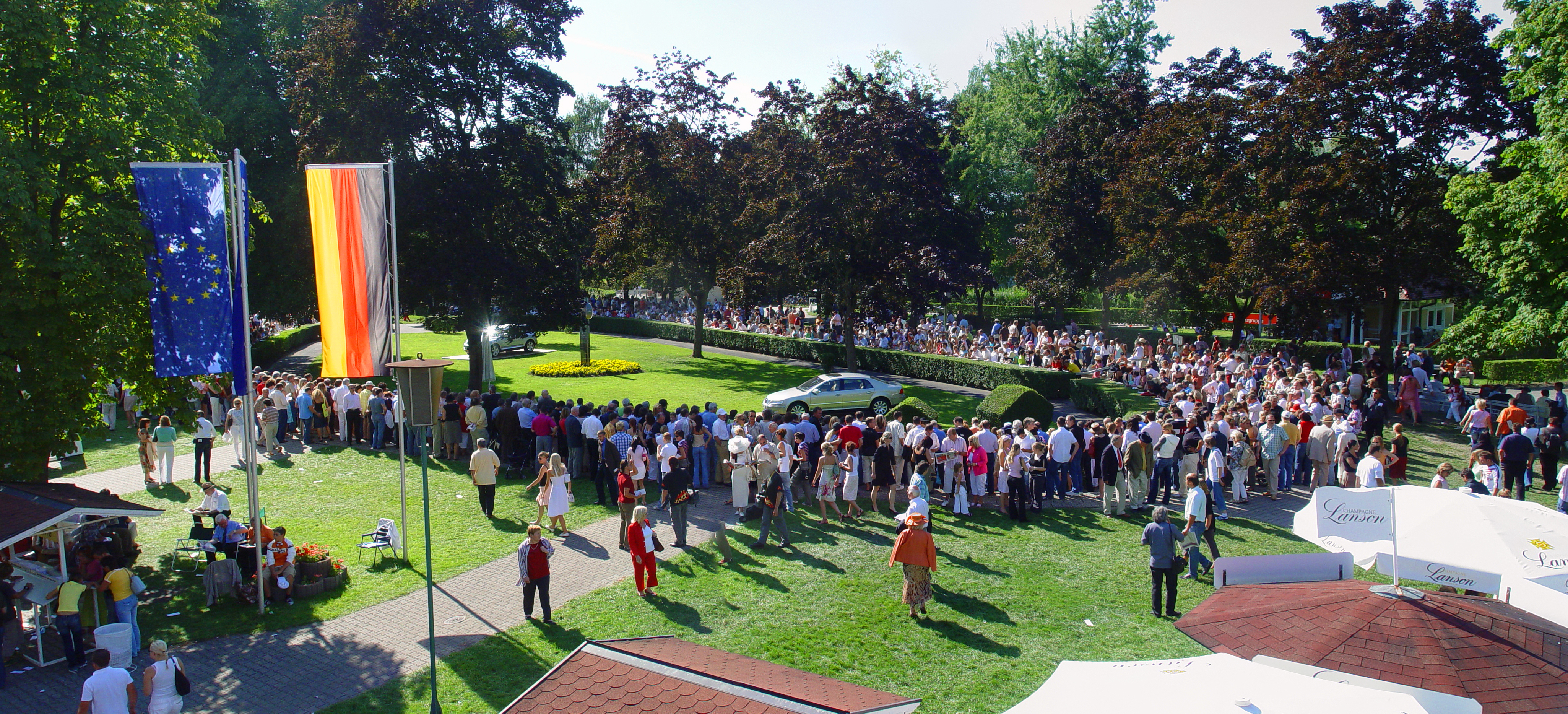
Führring auf dem Rennplatz Iffezheim

Ein Führring befindet sich im Randbereich einer Pferderennbahn und ermöglicht es, die an einem Pferderennen teilnehmenden Pferde vor dem Rennen aus nächster Nähe zu sehen.
Hintergrund des Führrings ist es, den Wettern die Möglichkeit zu geben, die Pferde vor der Platzierung einer Wette aus möglichst großer Nähe in Augenschein nehmen zu können, um hieraus Schlüsse auf ihre aktuelle Form zu ziehen. Da der Innenraum des Führrings nur den unmittelbar am Rennen beteiligten Personen – Trainer, Jockeys und Pferdepfleger – sowie den Besitzern vorbehalten ist, wird er auch gerne von den Besitzern genutzt, sich mit ihren Pferden zu präsentieren. 
In der Rennordnung ist vorgeschrieben, dass ein Tierarzt im Führring die Pferde auf Lahmheiten, Kreislaufstörungen und sonstige Auffälligkeiten begutachtet. Liegen Anhaltspunkte für eine solche gesundheitliche Beeinträchtigung vor, muss der Rennbahntierarzt hinzugerufen werden, der dann über Start oder Ausschluss des Pferdes entscheidet.